# Typhlops syntherus
Espèce
Statut de conservation UICN

 EN  : En danger
Typhlops syntherus est une espèce de serpents de la famille des Typhlopidae. 

## Répartition
Cette espèce est endémique d'Hispaniola. Elle se rencontre dans le Sud-Est d'Haïti et dans le sud-ouest de la République dominicaine.

## Publication originale
- Thomas, 1965 : A new species of Typhlops from the Barahona Peninsula of Hispaniola. Copeia, vol. 1965, no 4, p. 436-439.